# Jahmir Hyka
Jahmir Hyka (8 de Março de 1988) é um futebolista profissional albanês que joga como meio campo. 
Atuou no time grego Panionios e na Seleção Albanesa de Futebol.
Depois do Panionios Jahmir Hyka fui para o KF Tirana, transferindo-se na época seguinte (2011-2012) para o FC Luzern, clube que diputa a Raiffeisen Super League (1ª Divisão Suiça) e onde se encontra até ao momento.